# Claude Simon
Claude Eugène Henri Simon, född 10 oktober 1913 i Antananarivo på Madagaskar, död 6 juli 2005 i Paris i Frankrike, var en fransk författare. Simon tilldelades Nobelpriset i litteratur 1985.

## Biografi

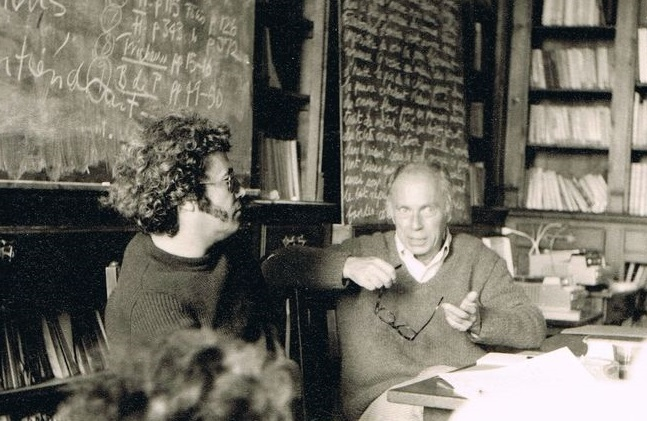
Jean Ricardou och Claude Simon (Cerisy, Frankrike).

Simon växte upp hos modern i Perpignan sedan fadern hade stupat i första världskriget. Simon studerade vid universiteten i Paris, Oxford och Cambridge. En tid avsåg han att bli konstmålare och gick i lära hos André Lhote. Under Nazitysklands angrepp på Frankrike våren 1940 blev Claude Simon tillfångatagen och internerad av ockupationsmakten. Han lyckades fly och organiserade sig inom den väpnade delen av den franska motståndsrörelsen. Den litterära debuten skedde 1946 med romanen Le Tricheur. Genombrottet till en vidare läsekrets lät vänta på sig till 1960 med romanen Vägen till Flandern, i vilken han skildrar sina upplevelser från kriget.
Claude Simon företrädde den nya romanen, ett begrepp som lanserades av Roland Barthes. Själv motsatte sig Claude Simon all slags kategorisering. Hans författarskap har djupa självbiografiska rötter och hans romanform är främst påverkad av William Faulkner. Utgångspunkt är ofta minnen från spanska inbördeskriget och andra världskriget.
Simons främsta särprägel som författare utmärks av formen. Inskjutande satser avlöser varandra, ofta genom tankstreck och parenteser. Berättarteknikens komplexitet gör lätt att läsaren virrar bort sig men detta förvirrande medför en alldeles speciell känsla; ibland klaustrofobiskt intensiv och andra gånger en flytande reflektion.
Han tilldelades Nobelpriset i litteratur 1985 med motiveringen att han "förenar poetens och målarens skapande med ett fördjupat tidsmedvetande i skildringen av mänskliga villkor".

## Böcker på svenska i urval
- Vinden (Le Vent, 1957), översättning: C.G. Bjurström
- Gräset (L'Herbe, 1958), översättning: C.G. Bjurström
- Vägen till Flandern (La Route de Flandres, 1960), översättning: C.G. Bjurström, 1962
- Lyxhotellet (Le Palace, 1962), översättning: C.G. Bjurström
- Historia (L'Histoire, 1967), översättning: C.G. Bjurström, 1967
- Slaget vid Farsalos (La Bataille de Pharsale, 1969), översättning: C.G. Bjurström
- Triptyk (Triptyque, 1973), översättning: C.G. Bjurström, 1974
- Saklära (Lecon de choses, 1975), översättning: C.G. Bjurström
- Georgica (Les Géorgiques, 1981), översättning: C.G. Bjurström
- Berenikes hår (La Chevelure de Bérénice, 1984), översättning: C.G. Bjurström
- Inbjudningen (L'invitation, 1987), översättning: C.G. Bjurström
- Akacian (L'Acacia, 1989), översättning: C.G. Bjurström
- Jardin des Plantes (Le Jardin des Plantes, 1997), översättning: C.G. Bjurström